# Hückelhoven
Hückelhoven – miasto w Niemczech, w kraju związkowym Nadrenia Północna-Westfalia, w rejencji Kolonia, w powiecie Heinsberg.

## Współpraca
Miejscowości partnerskie:
- Breteuil, Francja
- Hartlepool, Anglia
- Wildau, Brandenburgia